# Kotepa Delgado
Francisco José Delgado (Duaca, Estado Lara, 20 de mayo de 1907-Caracas, 5 de agosto de 1998), más conocido como Kotepa Delgado, fue un político y periodista venezolano, cofundador del Partido Comunista de Venezuela. El 16 de septiembre de 1941 fundó junto a Vaugham Salas Lozada, Pedro Beroes y Víctor Simone, el diario Últimas Noticias. 

## Biografía

### Juventud, familia y estudios
Hijo de Francisco Delgado y María de Delgado. Realizó sus estudios de primaria en Duaca y sus estudios de secundaria en Barquisimeto. Comenzó estudios de derecho en la Universidad Central de Venezuela pero en el cuarto año los abandonó para dedicarse por completo a las actividades políticas y periodísticas.

### Trayectoria
Kotepa Delgado fue de los abanderados en la lucha contra la dictadura de Juan Vicente Gómez. En los acontecimientos de la Semana del Estudiante que tuvieron lugar en la Universidad Central de Venezuela durante los carnavales de 1928, Kotepa fue uno de los dirigentes estudiantiles que secundaban a Pío Tamayo, cuando al finalizar su poema a la reina Beatriz I invocando la palabra Libertad, encendió el levantamiento estudiantil contra la Dictadura de Juan Vicente Gómez. Al igual que los principales dirigentes del movimiento (Rómulo Betancourt, Raúl Leoni y Jóvito Villalba, entre otros), Kotepa fue a parar a la cárcel de La Rotunda y al castillo de Puerto Cabello, siendo luego destinado a trabajos forzados en la construcción de la carretera de las Colonias en la vía Guatire-Araira, estado Miranda. En varios períodos de su vida, sufrió un total de cinco años de cárcel padeciendo además el exilio político en Barranquilla y Bogotá por su filiación comunista.
La protesta estudiantil de 1928, además de haber marcado un hito en la historia política del siglo XX en Venezuela, ha sido magnificada como la Generación del 28, para denominar a sus pertenecientes y protagonistas. Sea cual fuere el verdadero sentido y significado de la misma, lo cierto es que inicia la génesis de las corrientes ideológicas y partidistas modernas del país: el marxismo, la socialdemocracia y el socialcristianismo. Rodolfo Quintero, Kotepa Delgado y Juan Bautista Fuenmayor redactaron sus 25 lecciones para obreros, editadas en un multígrafo de la Federación de Estudiantes (FEV), institución de la que saldrán los dirigentes que formarán los partidos políticos Comunista de Venezuela, Acción Democrática, Unión Republicana Democrática y COPEI.
Tras la muerte del general Gómez el 17 de diciembre de 1935, Kotepa Delgado y Juan Bautista Fuenmayor fundan el Partido Comunista en el Zulia, junto con Elio Montiel, José Martínez Pozo, Olga Luzardo, Manuel Taborda, Espartaco González entre otros. A partir de ese momento se dan los primeros pasos para la fundación de los sindicatos petroleros que jugarían un papel fundamental en la realización de la primera huelga petrolera de 1936-1937 durante el gobierno de Eleazar López Contreras. 
Kotepa y Fuenmayor realizaban su trabajo en la clandestinidad, durante las noches, organizando células de barrio y de empresa, disimulados entre los obreros y utilizando nombres supuestos a fin de que no fueran identificados por la policía. Con ese bagaje de vivencias y conocimientos, Kotepa pasó a la etapa fundamental de su existencia: el ejercicio del periodismo. Empezó escribiendo en el diario El Impulso de Barquisimeto. En 1930 trabajó en la redacción de El Sol de Caracas. Pero su labor más fructífera se da cuando funda el diario Últimas Noticias junto a Pedro Beroes, Vaugham Salas Lozada y Víctor Simone De Lima el 16 de setiembre de 1941. Como los tres primeros eran militantes comunistas, el periódico tendría una inclinación popular revolucionaria pero al mismo tiempo es exponente del periodismo moderno, estilo norteamericano. 
El periodismo escrito por Kotepa se caracterizó por el fino y agudo toque humorístico con que escribió todas sus crónicas. Sobre todo, las que publicó desde 1973 en el diario El Nacional, como columnas semanales con los nombres de ¡Qué tiempos aquellos! y Escribe, que algo queda. Como humorista, Kotepa Delgado es cofundador del semanario El Morrocoy Azul (1941), junto con Miguel Otero Silva, Andrés Eloy Blanco, Carlos Irazábal, Aquiles Nazoa, Gabriel Bracho Montiel, Manolo García Maldonado, Claudio Cedeño, Víctor Simone De Lima y otros de singular importancia en el género. Cuando desaparece El Morrocoy, participó en la fundación de otros periódicos como La pava macha (1961); El infarto (1966); La Sápara Panda (1968) y El imbécil (1970). 

### Muerte
Falleció en Caracas el 5 de agosto de 1998. 

## Premios
En 1974 recibió el Premio Municipal de Periodismo de Caracas y en 1977 el Premio Nacional de Periodismo.